# 조선대백과사전
《조선대백과사전》(朝鮮大百科事典)은 조선민주주의인민공화국의 백과사전이다.

## 설명
조선민주주의인민공화국에서 편찬한 역대 백과사전 중에서 가장 최근에 나온 것으로, 김정일 국방위원장이 수차례씩이나 편집부를 찾아와 직접 백과사전을 편집과 심의 등을 감독한 것으로 알려졌다. 
또한 조선대백과사전은 전체 분량이 30권인데, 보충분은 1권으로 총 31권이다. 
그리고 조선대백과사전은 머리말에 "북조선에 대한 과학, 인문, 간단한 상식에 관하여 포괄적으로 정리했으며, 초등교육과 중등교육을 받은 사람들이 다양한 지식들을 편리하게 참고할 수 있다."고 밝혔다. 
또한 조선컴퓨터센터 프로그람개발처에서 2001년에 《조선대백과사전》이란 이름으로 시디롬(CD-Rom)을 제작하였다.